# Federashon Futbòl Boneriano
Die Federashon Futbòl Boneriano (kurz: FFB) ist der Fußballverband der Insel Bonaire. Nach Auflösung der Nederlands Antilliaanse Voetbal Unie, dem Fußballverband der Niederländischen Antillen, der zuvor unter anderem auch das Gebiet von Bonaire umfasste, wurde der FFB im Jahr 2013 eigenständiges assoziiertes Mitglied des Kontinentalverbandes CONCACAF. Im Jahr 2014 wurde die FFB Vollmitglied des Kontinentalverbandes CONCACAF. Innerhalb des CONCACAF gehört der Verband zudem der Caribbean Football Union an, dem Regionalverband für die Karibik. Darüber hinaus organisiert der FFB die Bonaire League, den Meisterschaftswettbewerb für Fußballvereine auf der Insel.